# Stazione di Illorai
La stazione di Illorai fu una stazione ferroviaria al servizio dell'omonimo comune, lungo la dismessa ferrovia Tirso-Chilivani.

## Storia
L'impianto fu realizzato durante la fase di costruzione del tronco ferroviario Tirso-Ozieri della linea per Chilivani per conto della concessionaria della nuova infrastruttura, la Società italiana per le Strade Ferrate Secondarie della Sardegna. I lavori furono conclusi nel 1893 e la stazione di Illorai fu inaugurata e aperta all'esercizio il 1º aprile di quell'anno.
Lo scalo nel Novecento venne sottoposto ad un ampliamento del fabbricato viaggiatori e passò dalle SFSS alla Ferrovie Complementari della Sardegna nel 1921. Con la decisione di chiudere la Tirso-Chilivani a fine anni sessanta, la storia di questo scalo ebbe termine il 31 dicembre 1969, data di cessazione dell'attività ferroviaria; in seguito la struttura fu disarmata e abbandonata.

## Strutture e impianti
La stazione, di cui permangono le rovine dell'edificio principale, era posta lungo l'odierna strada provinciale 40 a sud est dell'abitato di Illorai e dal punto di vista infrastrutturale comprendeva due binari a scartamento da 950 mm. Oltre al binario di corsa (dotato di banchina) ne era infatti presente un secondo, passante, utilizzato per gli incroci e che si affiancava al piano caricatore dello scalo. Nonostante questa configurazione lo scalo era classificato dalle SFSS come fermata.
All'altro capo del piazzale, al di sotto del livello stradale, erano posti gli edifici dell'impianto, tra cui un fabbricato viaggiatori, in origine nato come casa cantoniera doppia ed ampliato in una seconda fase. Al momento della dismissione presentava una configurazione a pianta rettangolare e sviluppo su due piani con tetto a falde, con quattro accessi sul lato binari. 
Un secondo fabbricato, di piccole dimensioni, ospitava invece le ritirate dello scalo.

## Movimento
La stazione fu servita dalle relazioni merci e viaggiatori espletate dalle SFSS e in seguito dalle FCS.

## Servizi
L'impianto era dotato di servizi igienici, ospitati in una costruzione ad hoc.
- Servizi igienici